# Juan de Orea

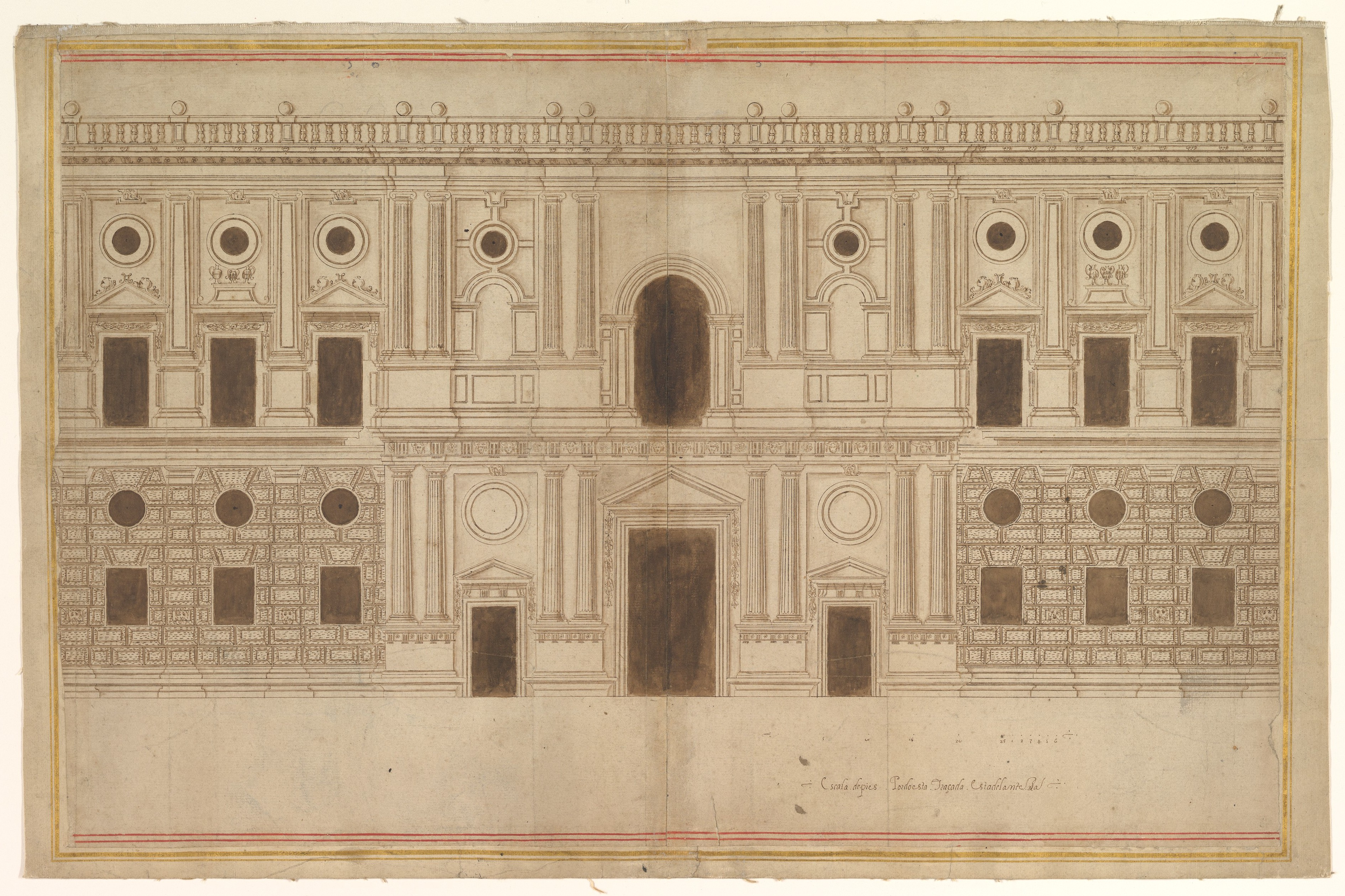
Studie zur Gestaltung der Westfassade des Palasts Karls V. in der Alhambra

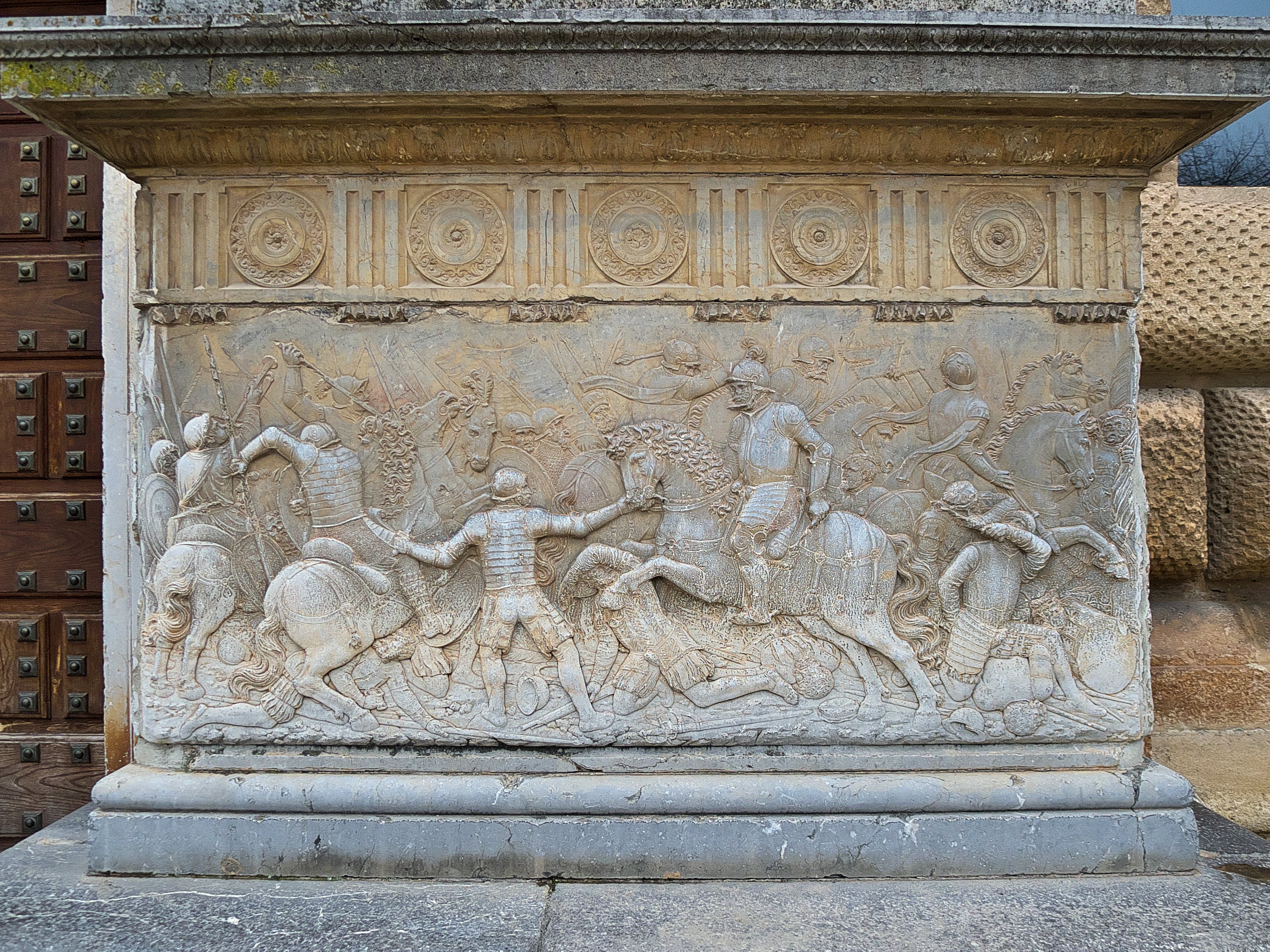
Flachrelief an einer Pfeilerbasis des Palasts Karls V. in der Alhambra

Juan de Orea (* 1525 in Villalba de la Sierra, Cuenca; † 1581 in Granada, Andalusien) war ein südspanischer Bildhauer und Architekt.

## Leben
Kindheit und Jugendjahre Juan de Oreas liegen im Dunkeln; er war ein Schüler von Pedro Machuca und arbeitete mit diesem am Palast Karls V. in der Alhambra. Auch an der Gestaltung des Chorgestühls (sillería) des Convento de Santo Domingo war er beteiligt. Im Jahr 1557 wirkte er an der Fertigstellung der Capilla Real an der Kathedrale von Sevilla mit. Etwa gleichzeitig (1553–1559) wirkte er an der Iglesia de Santiago in der südostandalusischen Stadt Almería mit und ersetzte ab dem Jahr 1565 den zwei Jahre zuvor in Granada verstorbenen Diego de Siloé als Baumeister der Kathedrale. Er gestaltete den Innenausbau und das Nordportal sowie die leicht erhöhte und eigenständig belichtete Vierung (crucero). Auch der Binnenchor (coro) und das Chorgestühl  entstanden unter seiner Leitung.